# Voices for Refugees

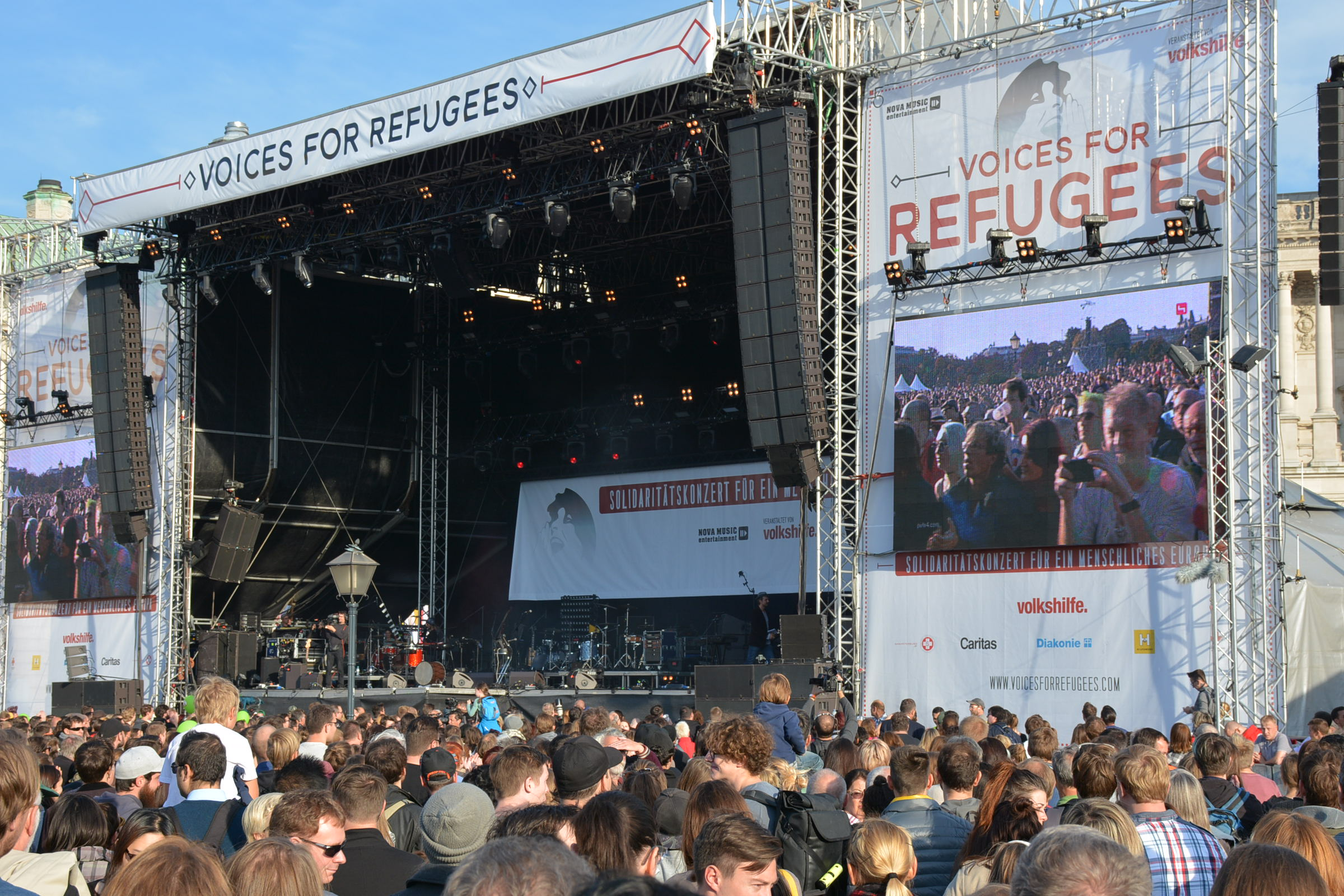
Voices for Refugees

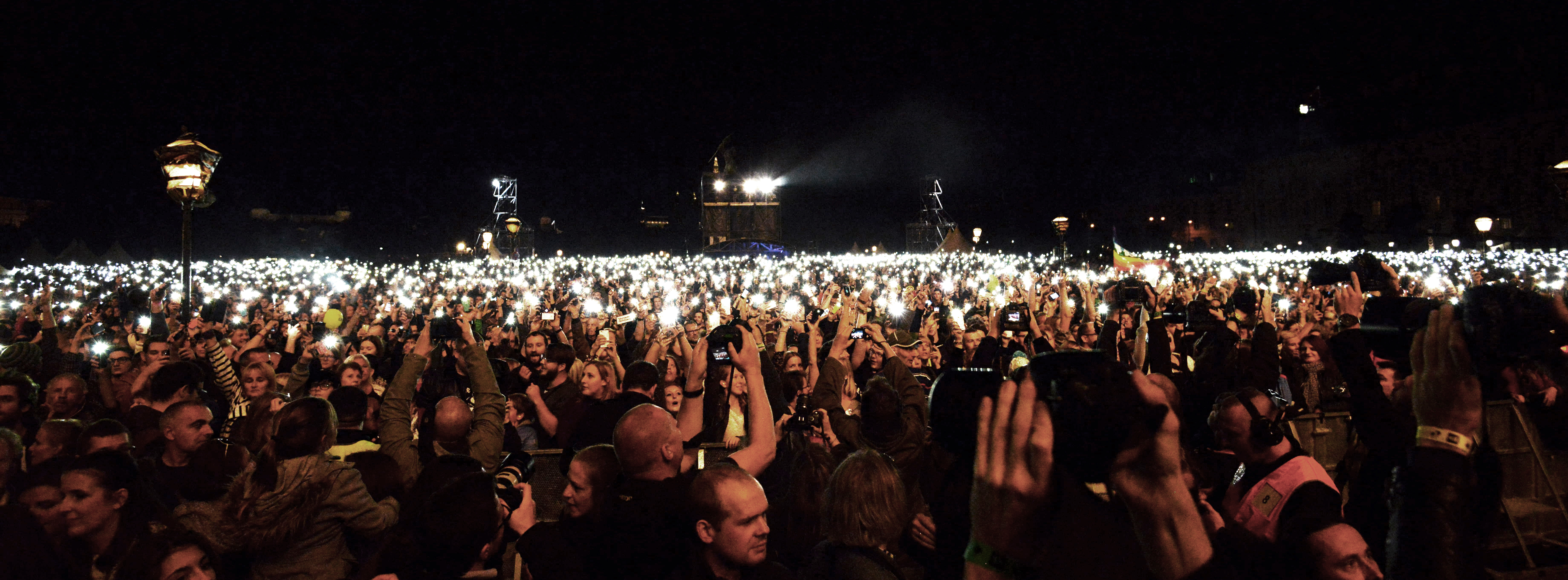
Lichtermeer am Voices for Refugees – Solidaritätskonzert

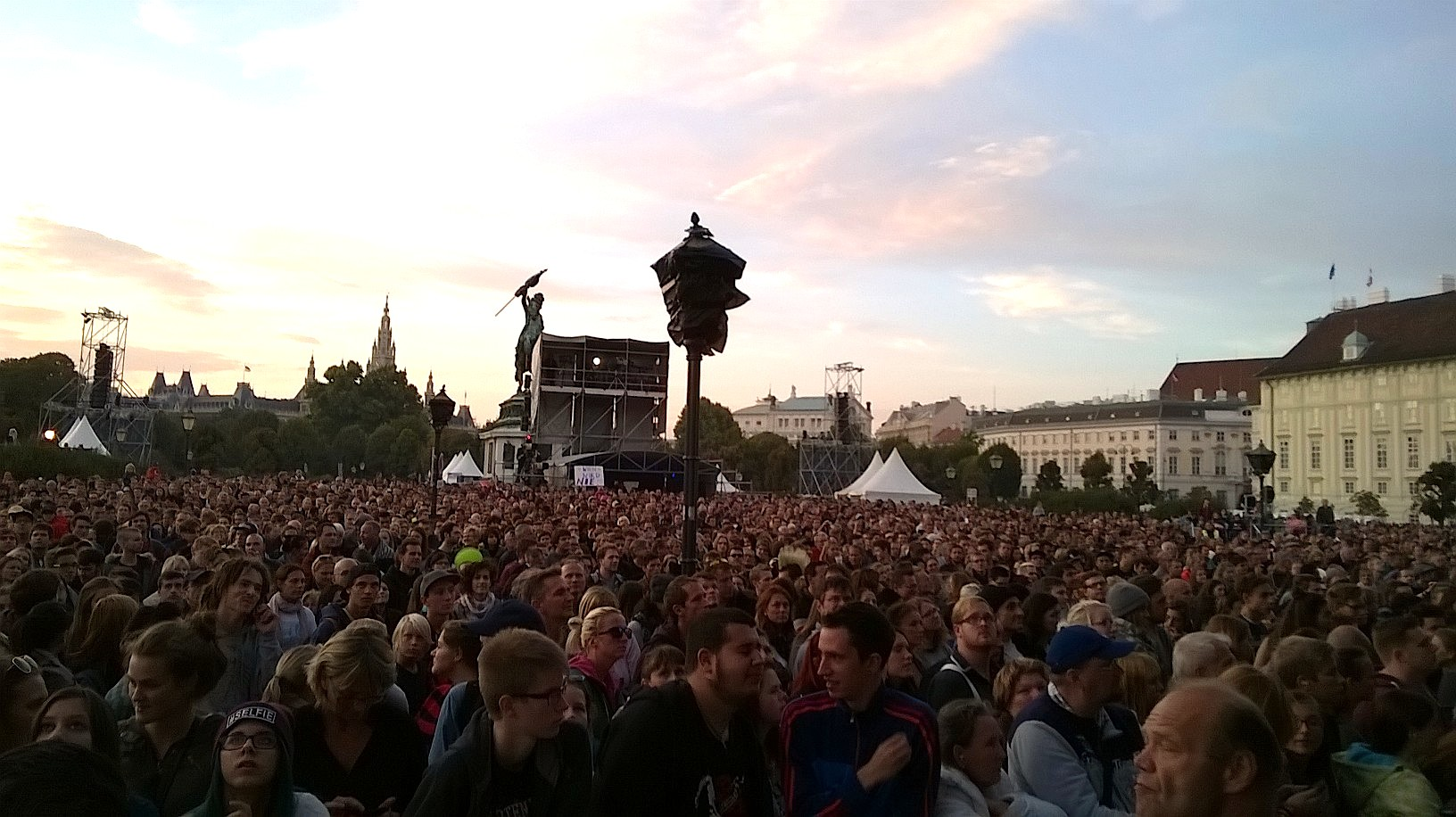
Voices for Refugees

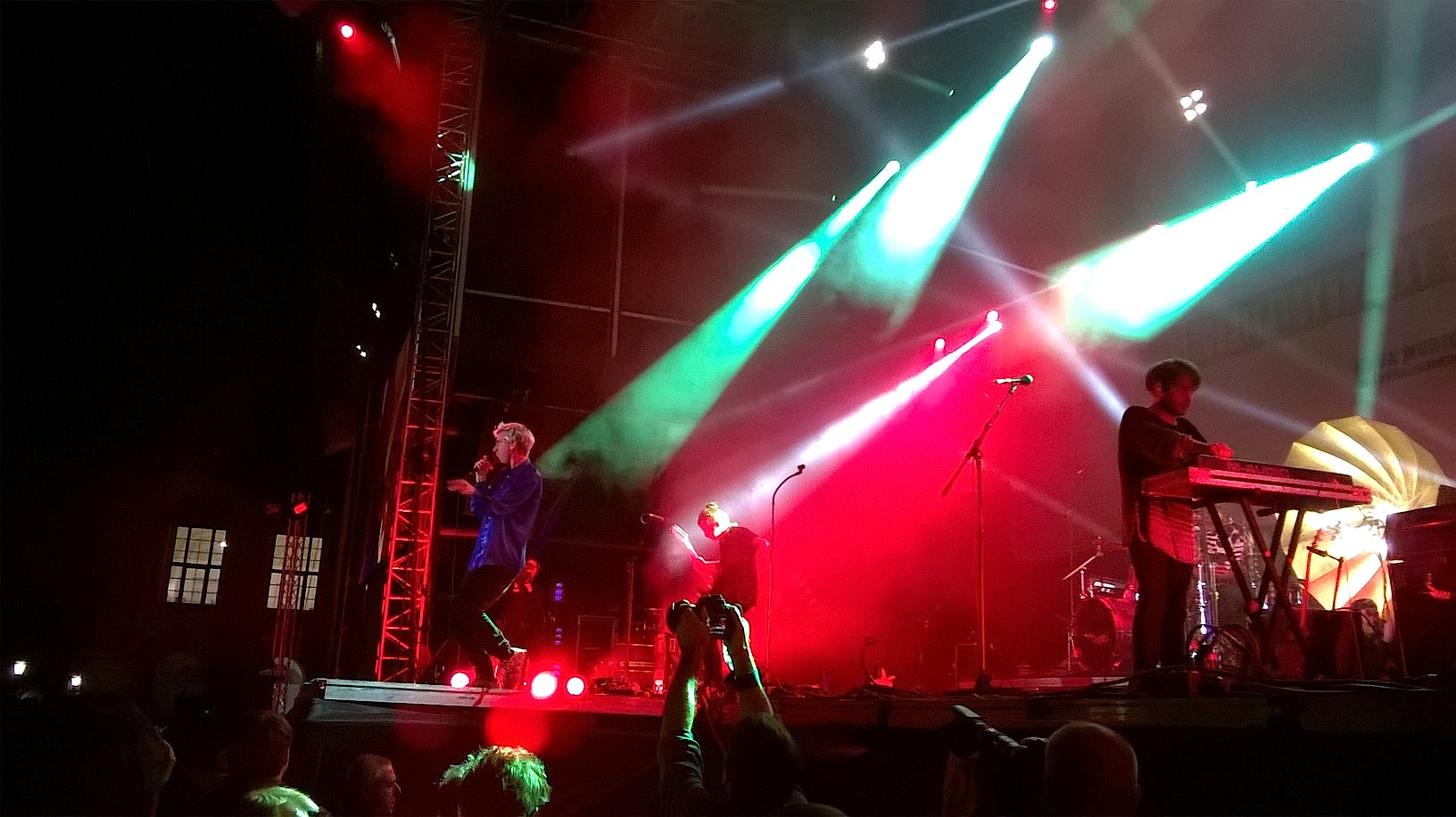
Bilderbuch am Voices for Refugees – Solidaritätskonzert

Voices for Refugees (Untertitel: Solidaritätskonzert für ein menschliches Europa) war ein am 3. Oktober 2015 am Wiener Heldenplatz von der österreichischen Wohlfahrtsorganisation Volkshilfe und dem Konzertveranstalter Nova Music Entertainment organisiertes Solidaritätskonzert für Asylsuchende. Es wurde von über 100.000 Menschen bei freiem Eintritt besucht.

## Das Solidaritätskonzert
Den Hintergrund für das Solidaritätskonzert bildeten die politischen und zivilgesellschaftlichen Ereignisse rund um die Flüchtlingskrise in Europa 2015. Der 3. Oktober 2015 entwickelte sich in Wien zu einem Flüchtlings-Aktionstag, an dem verschiedenste kleinere und größere Veranstaltungen, die auf die Flüchtlingssituation aufmerksam machen wollten, stattfanden. Das Solidaritätskonzert Voices for Refugees am Wiener Heldenplatz war das Hauptereignis dieses Tages. Die Wiener Polizei sprach von 100.000 bis 120.000 Besuchern, die Veranstalter gaben eine Besucherzahl von 150.000 an. Das Konzert wurde vom Fernsehsender Puls 4 live übertragen. In Zusammenarbeit mit der Wiener Staatsoper wurde unter voicesforrefugees.com und puls4.com auch ein Livestream angeboten. Mehr als eine halbe Million Menschen verfolgten das Konzert über die TV-Übertragung, etwa 15.000 über den Web-Stream.
Voices for Refugees wurde von der Volkshilfe, einer der fünf größten österreichischen Wohlfahrtsorganisationen, veranstaltet. Kooperationspartner waren die Hilfsorganisationen Arbeiter-Samariter-Bund, Caritas Österreich, Diakonie Österreich, Hilfswerk Österreich und das Österreichische Rote Kreuz. Weitere Unterstützer waren unter anderem die Kinderfreunde, der ÖGB, das Integrationshaus Wien und die Stadt Wien. Die Organisation und Abwicklung des Konzerts übernahm der Konzertveranstalter Ewald Tatar, Geschäftsführer der Nova Music Entertainment GmbH, die unter anderem auch das Rockmusik-Festival Nova Rock organisiert.
Der Titel Voices for Refugees sollte laut Veranstalter einerseits für die Stimmen („Voices“) der auftretenden Künstler stehen, andererseits für die Stimmen der Menschen, die das Konzert besuchten. Weiters war es ein Ziel der Veranstaltung, „ein Zeichen gegen Unmenschlichkeit, für Respekt und Achtung im Umgang miteinander und vor allem mit den Flüchtlingen“ zu setzen und jenen eine Stimme zu geben, „deren Schreie nicht gehört werden“.
Die Bühne am Heldenplatz maß 34 mal 14 Meter. Rund 100 Beschäftigte wurden für den Aufbau benötigt und für das verwendete Material waren 30 Sattelschlepperfuhren nötig. Das Konzert begann um 16:30 Uhr und dauerte bis 23:00 Uhr. Höhepunkt und Haupt-Act des Konzertes waren Die Toten Hosen. Folgende Musiker und Künstler traten außerdem noch auf:
| - Salah Ammo & Peter Gabis - Bilderbuch - Christoph & Lollo - Thomas David - Raoul Haspel |  | - Kreisky - maschek. - Seiler und Speer - Soap&Skin - Thomas Stipsits |  | - Tagtraeumer - Konstantin Wecker - Conchita Wurst - Zucchero |

Raoul Haspel rief zu einer Schweigeminute für die nach seiner Aussage „mehr als 25.000 Toten in den letzten Jahren an den EU-Außengrenzen“ auf. Außerdem traten die Journalistin Susanne Scholl, der Schauspieler Harald Krassnitzer, der Bundesgeschäftsführer der Volkshilfe, Erich Fenninger, und der österreichische Bundespräsident Heinz Fischer als Redner auf.

„Was Menschen in Not brauchen, ist Zuwendung und Verständnis. Wir dürfen uns nicht abwenden.“

## Demonstration „Flüchtlinge willkommen!“
Im Vorfeld des Solidaritätskonzertes fand die unabhängig davon organisierte Demonstration „Flüchtlinge willkommen!“ statt. Auf der Demonstration vom Wiener Westbahnhof durch die Mariahilfer Straße bis zum Parlamentsgebäude drückten mehrere Tausend Personen ihre Solidarität mit Flüchtlingen und Asylsuchenden aus. Die Polizei sprach von 20.000 Teilnehmern, die Veranstalter von 70.000. Als Teil der Demonstration wurde die Mariahilfer Straße auf einer Länge von 300 Metern mit 2.100 Plakaten beklebt, die Flüchtlinge und Helfer zeigen.

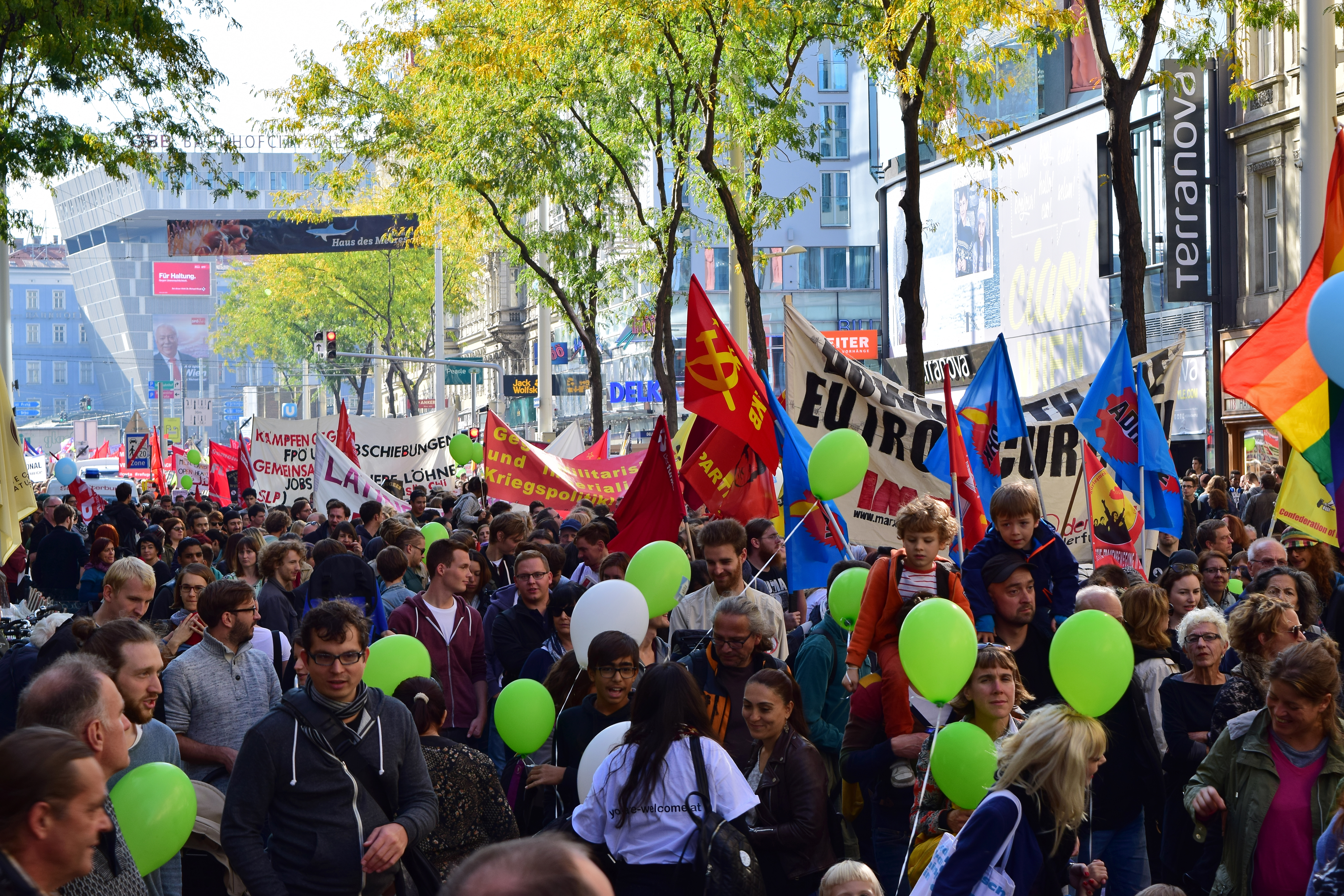
Demonstration auf der Mariahilfer Straße
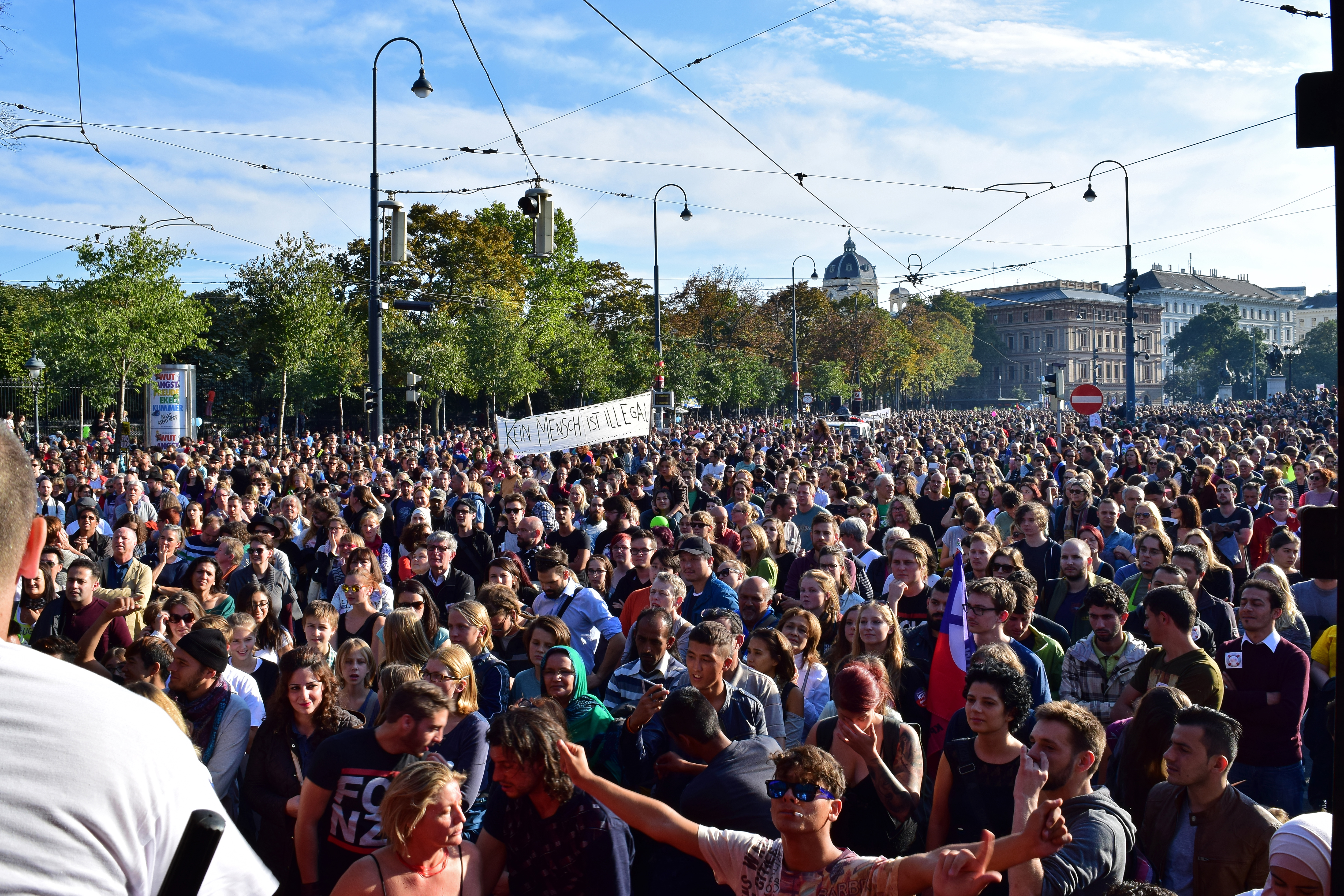
Demonstration auf der Wiener Ringstraße
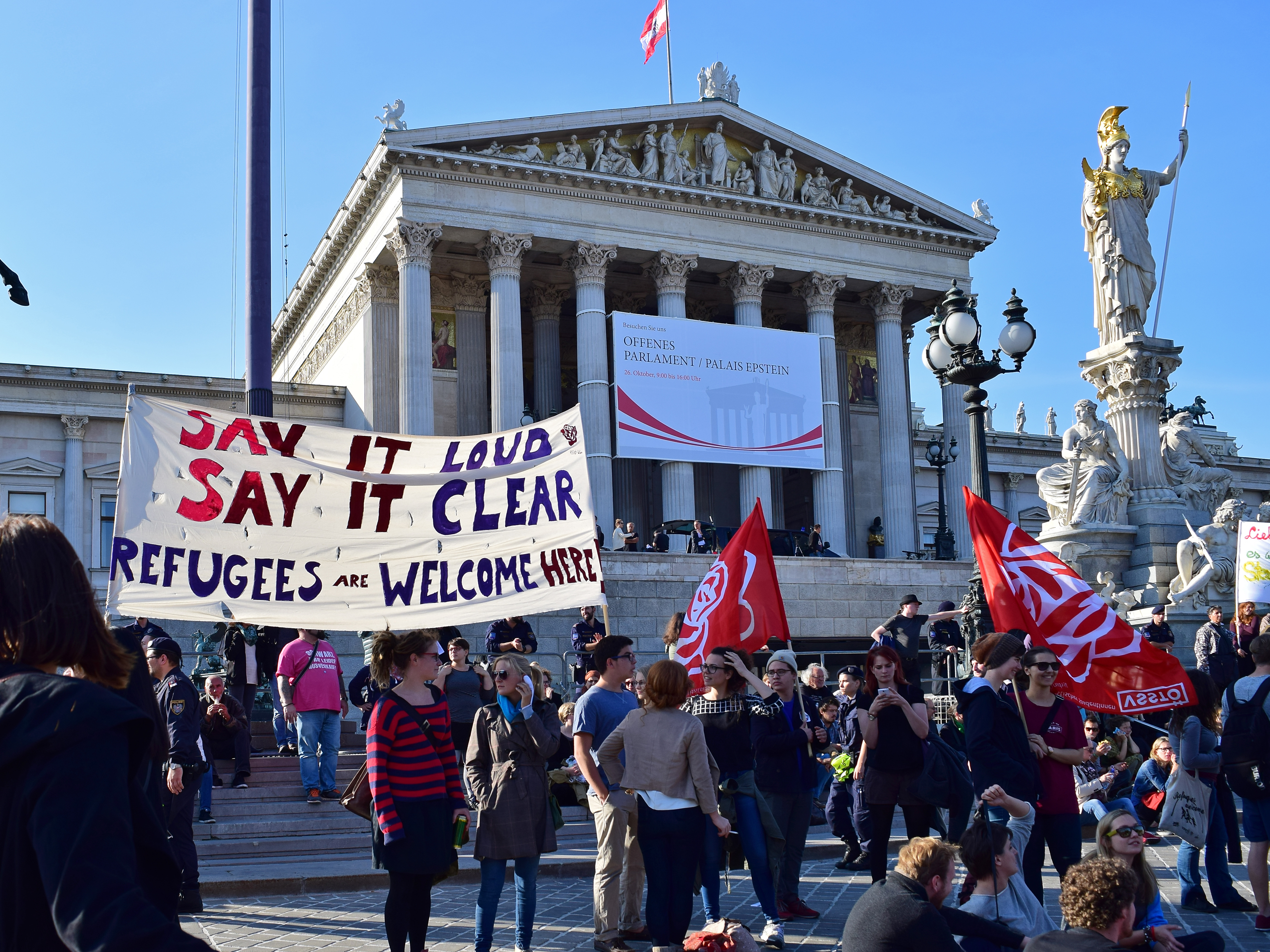
Demonstration vor dem Parlamentsgebäude
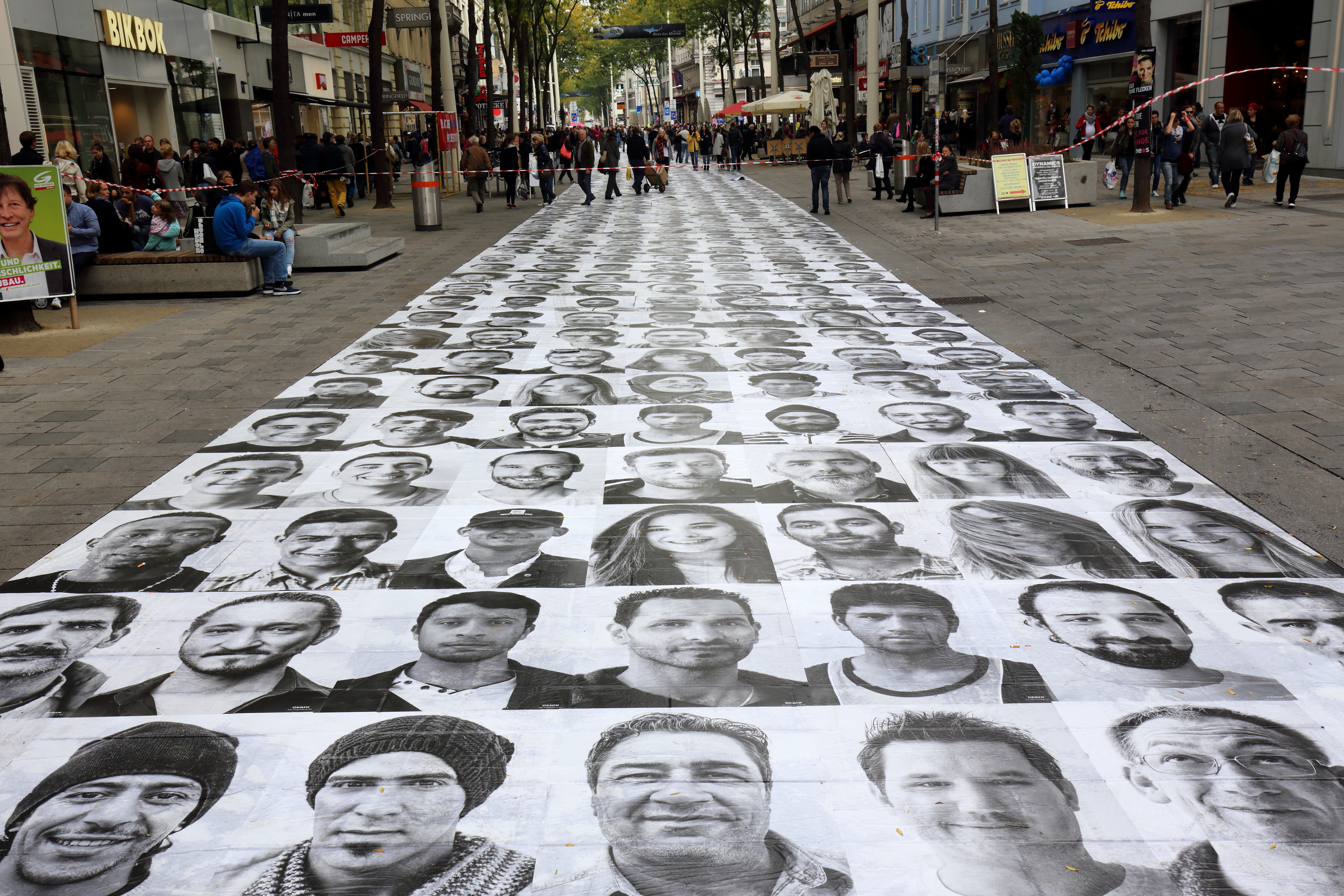
Porträts von Flüchtlingen und Helfern auf der Mariahilfer Straße